# リーヒマキ
リーヒマキ(Riihimäki)はフィンランド南部の都市。カンタ＝ハメ県リーヒマキ郡に属し、ヘルシンキの北、約69kmに位置する。人口は28,531人 (2021年)。

## 歴史

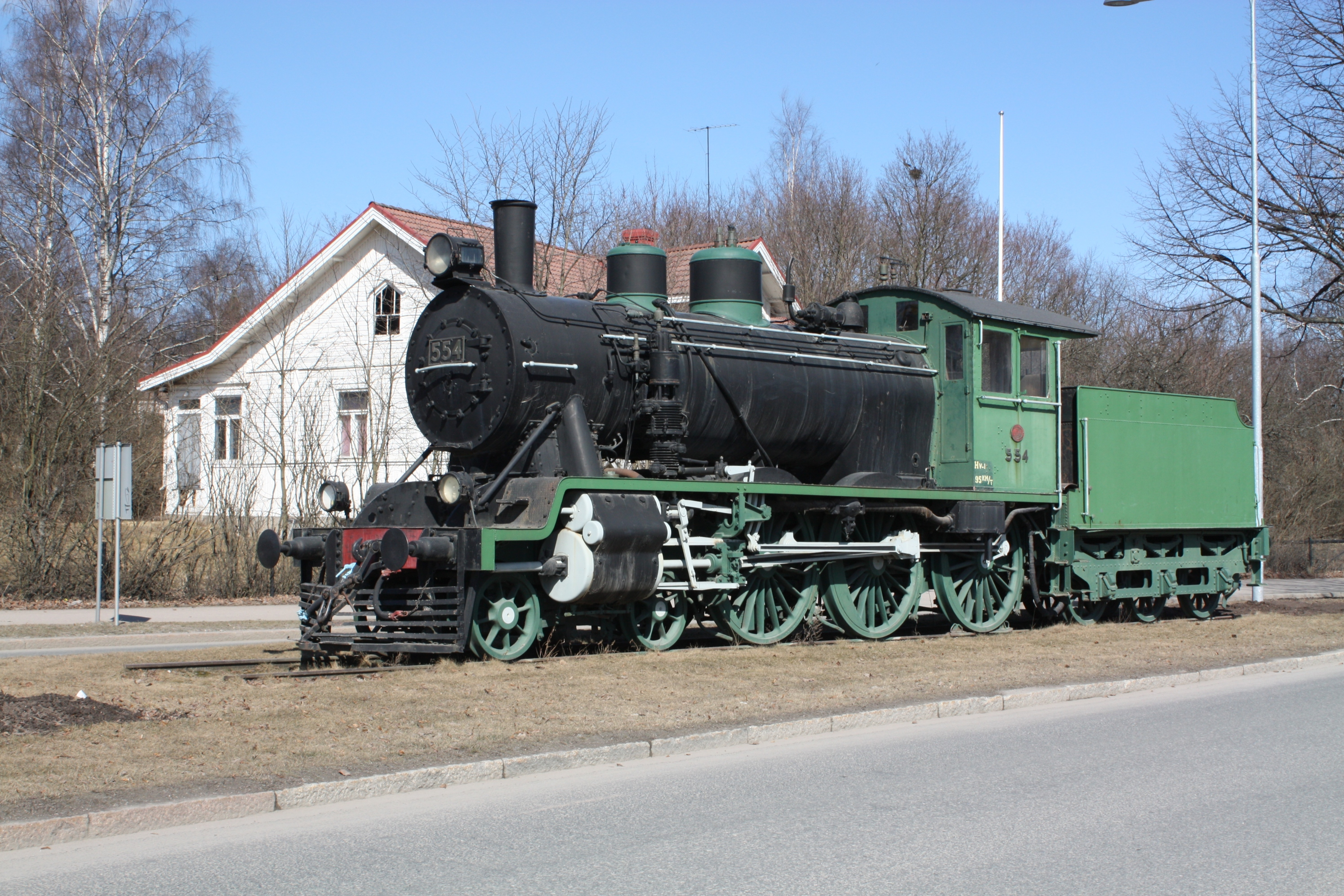
リーヒマキ駅近くにて保存されている554号機関車

リーヒマキの街は鉄道の開業と共に建設された。1862年にヘルシンキ - ハメーンリンナ間に建設されたフィンランド幹線鉄道の途中駅としてリーヒマキ駅が開業した。さらに、1869年にリーヒマキ・サンクトペテルブルク鉄道のリーヒマキ - ラハティ間が開業してからは交通の要所になった。1922年にリーヒマキはハウスヤルヴィから分離され、マーケットタウンとなった。

## 出身著名人
- ユッカ・コスキネン - ヘヴィメタル・ミュージシャン。出生はヘルシンキ。
- ダニエル・オショーネシー - サッカー選手。
- ヤーナ・スンドベルグ - 柔道家

## 姉妹都市
- オールボー、デンマーク